# Ренан Калейрос
Ренан Калейрос (на португалски: Renan Calheiros, (португ. произношение: [ʁeˈnɐ̃ kaˈʎejɾus]) е бразилски политик – два пъти председател на Федералния сенат на Бразилия. Председателства Сената в периода 1 февруари 2005 – 4 декември 2007 г. и в периода 1 февруари 2013 – 1 февруари 2017 г. Представлява щата Алагоас от партията на бразилското демократическо движение в горната камара на Националния конгрес на Бразилия.
На 5 май 2007 г. Ренан Калейрос е обвинен от списание „Вежа“, че е приемал средства за лобизъм от строителната компания „Менджис Жуниор“, които са били изплащани на журналистката Моника Велузо под формата на детска издръжка за извънбрачното им дете. В опит да осветлят произхода на приходите на Калейрос, проведените по-късно разследвания на бизнес сделките на сенатора довеждат до други разкрития за митнически измами, корупция, лобизъм и използването на посредничество за незаконно придобиване на дялове от радио станция. Калейрос отхвърля категорично обвиненията, заявявайки, че приходите му от около 6 хиляди щатски долара на месец идват от няколко законно притежавани ферми. Калейрос се явява пред дисциплинарна сенатска комисия по обвинения в четири различни деяния. Комисията излиза със заключението, че председателят на Сената не успява да оправдае приходите си.
На 12 септември 2007 на закрито заседание с тайно гласуване Сенатът гласува срещу отстраняването на Калейрос по обвинението в приемане на средства за лобизъм. Въпреки това, открита остава процедурата за отстраняването му по останалите обвинения. Силният обществен натиск обаче принуждава Сената да елиминира тайния вот при гласуването на етични нарушения.
На 11 октомври 2007 г. Калейрос се оттегля от председателския пост по време, през което разследванията на дисциплинарната комисия срещу него продължават.